# 1907

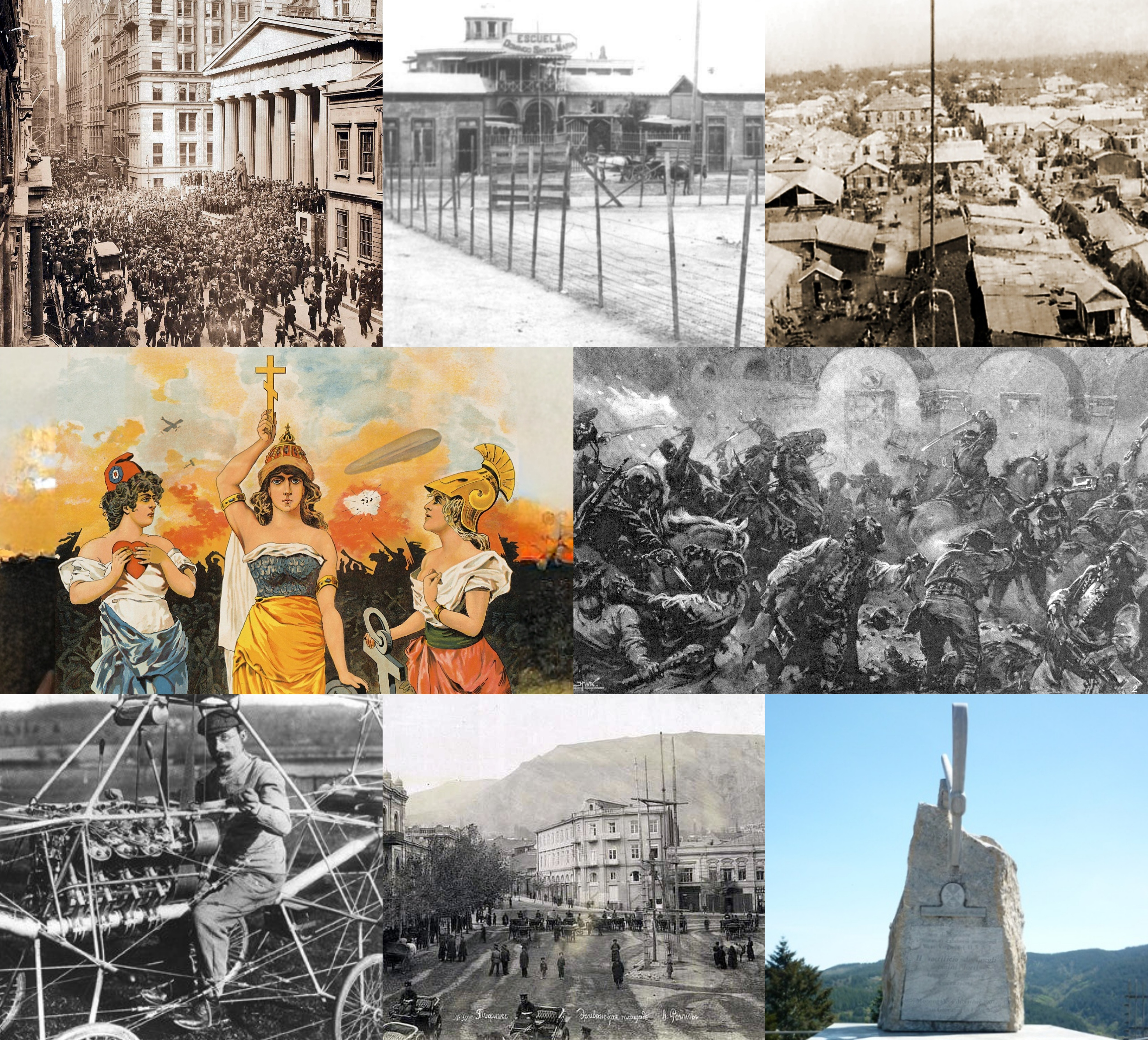

1907 (MCMVII) là một năm thường bắt đầu vào Thứ ba của lịch Gregory và là một năm thường bắt đầu vào Thứ Hai của lịch Julius, năm thứ 1907 của Công nguyên hay của Anno Domini, the năm thứ 907  của thiên niên kỷ 2, năm thứ 7  của thế kỷ 20, và năm thứ  8   của thập niên 1900. Tính đến đầu năm 1907, lịch Gregory bị lùi sau 13 ngày trước lịch Julius, và vẫn sử dụng ở một số địa phương đến năm 1923. 

## Sự kiện

### Tháng 3
- 22 tháng 3, chiếc taxi đầu tiên có đồng hồ taxi bắt đầu hoạt động ở London.

### Tháng 5
- 25 tháng 5 - Xảy ra khởi nghĩa Hoàng Cương tại Nhật Bản.

### Tháng 6
- 2 tháng 6 - Bùng phát khởi nghĩa tại Huệ Châu Quãng Đông
- 29 tháng 6 - Kinh Phụng đường sắt thông xe

### Tháng 7
- 25 tháng 7 - Triều Tiên trở thành nước bảo hộ bởi Nhật.
- 29 tháng 7 - Thành Thái bị quản thúc.

### Tháng 8
- 1 - 9 tháng 8 - Robert Baden-Powell tổ chức buổi cắm trại Hướng đạo đầu tiên ở Đảo Brownsea, Anh.

### Tháng 9
- 3 tháng 9 - Thành Thái bị ép thoái vị.
- 5 tháng 9 - Nguyễn Phúc Vĩnh San lên ngôi vua nhà Nguyễn niên hiệu Duy Tân
- 12 tháng 9 - Thành Thái bị đưa đi quản thúc tại Vũng Tàu.

### Tháng 11
- 14 tháng 11 - Bùng phát bạo động chống Nhật tại Đài Loan.

### Tháng 12
- 2 tháng 12 - Bùng nổ khởi nghĩa Trấn Nam Quan.

## Sinh
- 9 tháng 2 - Trường Chinh, cố Tổng Bí thư Đảng Cộng sản Việt Nam, Chủ tịch Hội đồng Bộ trưởng, Chủ tịch Quốc hội Việt Nam (m. 1988)
- 15 tháng 2 - Nam Trân, Nhà thơ Việt Nam (m. 1967)
- 7 tháng 4 - Lê Duẩn, cố Tổng Bí thư Đảng Cộng sản Việt Nam (m. 1986)
- 22 tháng 5 - Alena Vasileŭna Aładava, nhà sử học nghệ thuật người Liên Xô (m. 1986)
- 16 tháng 11 - Hoàng Đạo, nhà văn trong Tự lực văn đoàn (m. 1948)
- không rõ ngày
  - Hà Huy Giáp - nhà hoạt động cách mạng Việt Nam, Ửy viên Trung ương Đảng (m. 1995)
  - Nguyễn Cao Luyện - kiến trúc sư Việt Nam (m. 1987)
  - Nguyễn Xiển - Giáo sư, nhà khoa học, Tổng thư ký Đảng Xã hội Việt Nam (m. 1997)
  - Trần Tử Bình - một trong những vị tướng đầu tiên của Việt Nam Dân chủ Cộng hòa (m. 1967)
  - Võ An Ninh - nghệ sĩ nhiếp ảnh Việt Nam

## Mất
- 29 tháng 1 – Nguyễn Phúc Thụy Thận, phong hiệu Bình Thạnh Công chúa, công chúa con vua Minh Mạng (s. 1829).
- 29 tháng 1 - Trần Tế Xương, nhà thơ Việt Nam (s. 1870)
- 18 tháng 2 – Nguyễn Phúc Thục Thận, phong hiệu Cảm Đức Công chúa, công chúa con vua Minh Mạng (s. 1824).
- 16 tháng 2 - Giosuè Carducci, nhà thơ, nhà văn Ý (s. 1835)
- 3 tháng 4 - Đào Tấn, nhà soạn tuồng Việt Nam (s. 1845)
- 22 tháng 6 – Nguyễn Phúc Miên Tuấn, tước phong Hòa Thạnh vương, hoàng tử con vua Minh Mạng (s. 1827).
- 17 tháng 7 - Hector Malot, nhà văn Pháp (s. 1830)
- 10 tháng 8 – Alfred von Keßler, tướng Phổ (s. 1833)
- 7 tháng 9 - Sully Prudhomme, nhà thơ Pháp (s. 1839)

## Giải Nobel
- Vật lý - Albert Abraham Michelson
- Hóa học - Eduard Buchner
- Y học - Charles Louis Alphonse Laveran
- Văn học - Rudyard Kipling
- Hòa bình - Ernesto Teodoro Moneta, Louis Renault